# 三點棋
三點棋（3 spot game）是愛德華·波諾在1996年推出的兩人棋類。

## 棋具
- 3×3方格棋盤，有一底邊的三格各畫一個點。
- 每方各一枚2*1大小的不同色棋子。另有一枚2*1大小的中性棋子。

## 棋規
- 初始佈置時，三枚棋子平行橫擺遮住三個點。

- 兩方輪流將己棋改放不同位置，可翻轉或轉動，不可疊到其他棋子，然後再將中性棋子改放不同位置。己方回合結束時，若己棋蓋在有點的空格上，每一點得一分。

- 一方得到十二分遊戲結束。
  - 一方六分以上時，得十二分的玩家贏得遊戲。
  - 一方不到六分時，得十二分的玩家輸掉遊戲。